# Rezerwat przyrody Las Bukowy w Skarszynie
Rezerwat przyrody Las Bukowy w Skarszynie – leśny rezerwat przyrody położony w rejonie Skarszyna, gmina Trzebnica, województwo dolnośląskie, na terenie Nadleśnictwa Oborniki Śląskie.
Został powołany na podstawie Zarządzenia Ministerstwa Leśnictwa i Przemysłu Drzewnego z 15 grudnia 1980 roku w sprawie uznania za rezerwaty przyrody w celu ochrony fragmentu naturalnego lasu bukowego z interesującymi oraz rzadkimi roślinami zielnymi. Znalazł się także w wykazie rezerwatów występujących na terenie województwa dolnośląskiego w Zarządzeniu Wojewody Dolnośląskiego z dnia 28 grudnia 2001 roku w sprawie ogłoszenia wykazu rezerwatów przyrody utworzonych do dnia 31 grudnia 1998 roku na terenie województwa dolnośląskiego.
Rezerwat stanowi leśną enklawę wśród gruntów rolnych i obszarów zabudowanych. Zajmuje powierzchnię 23,68 ha (akt powołujący podawał 23,70 ha). Rosną tu ponad stuletnie okazy buka zwyczajnego, dębu bezszypułkowego, grabu, lipy oraz rzadkie gatunki roślin zielnych (m.in. kruszczyk szerokolistny, śnieżyca wiosenna, śnieżyczka przebiśnieg, kokorycz wątła, przylaszczka pospolita, złoć mała, złoć żółta). Na uwagę zasługuje również stwierdzenie w rezerwacie dwóch rzadziej spotykanych w kraju jeżyn – jeżyny piramidalnej i jeżyny wąskolistnej oraz występowanie zdrojówki rutewkowatej na granicy swojego naturalnego występowania. Dzięki dużej ilości martwego drewna na terenie rezerwatu bardzo bogata jest mykoflora. Stwierdzono występowanie licznych rzadkich lub chronionych gatunków grzybów (m.in. czarka austriacka, twardnica bulwiasta, ozorek dębowy, grzybówki czy boczniaki).
Dużym zagrożeniem dla rezerwatu jest bliskość siedzib ludzkich. Powoduje to zaśmiecanie lasu starymi oponami, workami ze śmieciami czy plastikowymi butelkami. Oprócz zanieczyszczeń, na chronionym obszarze liczne są ślady wykopywania chronionych gatunków roślin oraz ślady po quadach, które niszczą runo leśne.